# Vîsove, Sarnî
Vîsove (în ucraineană Висове) este un sat în comuna Tutovîci din raionul Sarnî, regiunea Rivne, Ucraina.

## Demografie
Componența lingvistică a localității Vîsove
     Ucraineană (99,77%)
     Alte limbi (0,23%)
Conform recensământului din 2001, majoritatea populației localității Vîsove era vorbitoare de ucraineană (99,77%), existând în minoritate și vorbitori de alte limbi.